# XXXIV Reunião Ordinária do Conselho do Mercado Comum
A XXXIV Reunião Ordinária do Conselho do Mercado Comum ocorreu em 18 de dezembro de 2007, na cidade de Montevidéu, Uruguai.

## Participantes
Representando os estados-membros e associados
- Luiz Inácio Lula da Silva
- Cristina Fernández de Kirchner
- Tabaré Vázquez
- Nicanor Duarte Fruto
- Hugo Chávez
- Evo Morales
- Michelle Bachelet

## Decisões
A reunião produziu 62 decisões.